# Aleksandr Tchiłajszwili
Aleksandr Dursunowicz Tchiłajszwili (ros. Александр Дурсунович Тхилайшвили, ur. 1914 we wsi Chucubani w obwodzie batumskim, zm. ?) – radziecki działacz państwowy.

## Życiorys
Ukończył Gruziński Instytut Rolniczy, od 1933 pracował jako agronom, potem starszy agronom oraz kierownik Wydziału Rolnego i zastępca przewodniczącego komitetu wykonawczego rady rejonowej w Adżarskiej ASRR. Od 1943 należał do WKP(b), 1946 został sekretarzem rejonowego komitetu Komunistycznej Partii (bolszewików) Gruzji, 1950-1953 był ministrem kultur technicznych Adżarskiej ASRR. Był słuchaczem Wyższej Szkoły Partyjnej przy KC KPZR, od 1953 do stycznia 1954 ministrem gospodarki rolnej Adżarskiej ASRR, od stycznia 1954 do marca 1961 przewodniczącym Rady Ministrów Adżarskiej ASRR, a od marca 1961 do 7 stycznia 1975 I sekretarzem Adżarskiego Komitetu Obwodowego Komunistycznej Partii Gruzji. Był deputowanym do Rady Najwyższej ZSRR 6 kadencji. Był odznaczony Orderem Lenina i Orderem Czerwonego Sztandaru Pracy.